# Luis de Carvajal
Luis de Carvajal (Toledo, 1531 – El Pardo, 1608) è stato un pittore spagnolo.

## Biografia

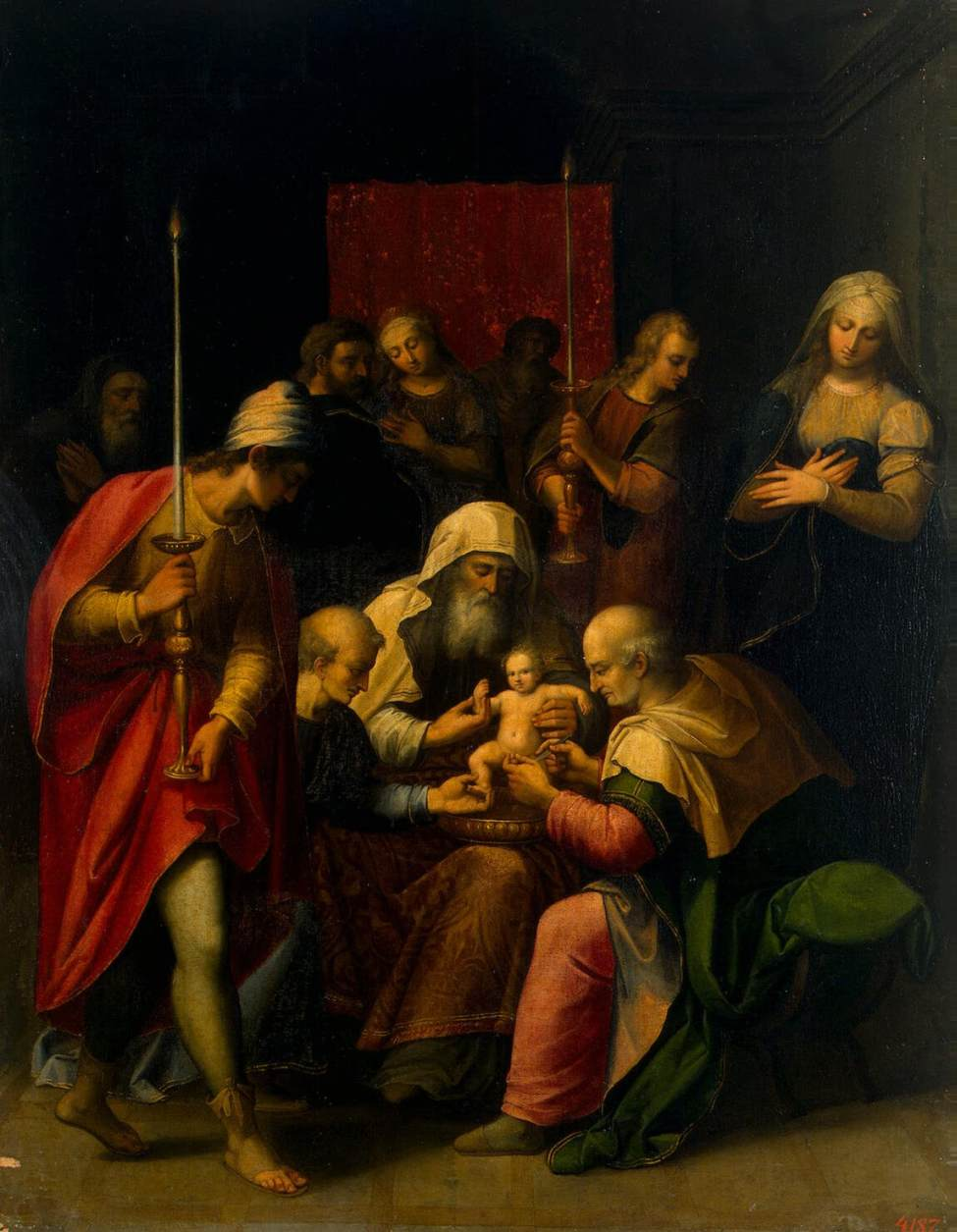
Circoncisione, Ermitage, 1580 circa

La famiglia era originaria di Toledo e lo scultore Monegro era suo fratellastro. De Carvajal fu scelto dal re Filippo II e, a partire dal 1570, ebbe un importante ruolo nella decorazione dell'Escorial. Vi dipinse numerosi quadri, tra i quali la Maddalena e la Natività, oltre ai tre polittici sulla vita di Cristo per il chiostro grande.
Dopo la morte di Juan Fernández de Navarrete e la conseguente interruzione della realizzazione delle grandi coppie di santi previste per gli altari della chiesa, de Carvajal svolse una parte predominante nel gruppo di pittori che completò la decorazione: i sette dipinti da lui eseguiti tra il 1580 ed il 1582 superano quelli dei colleghi Sánchez Coello e Diego de Urbina per la gravità virile e la semplice grandiosità delle figure professionali, tipici della Spagna.
Della produzione di De Carvajal fanno parte numerosi altri polittici per chiese e conventi della Castiglia centrale: per Madrid, Toledo, Ocaña, morendo poi al Pardo, dove Filippo II lo aveva chiamato per partecipare alle decorazioni del palazzo reale.